# Inside the Third Reich

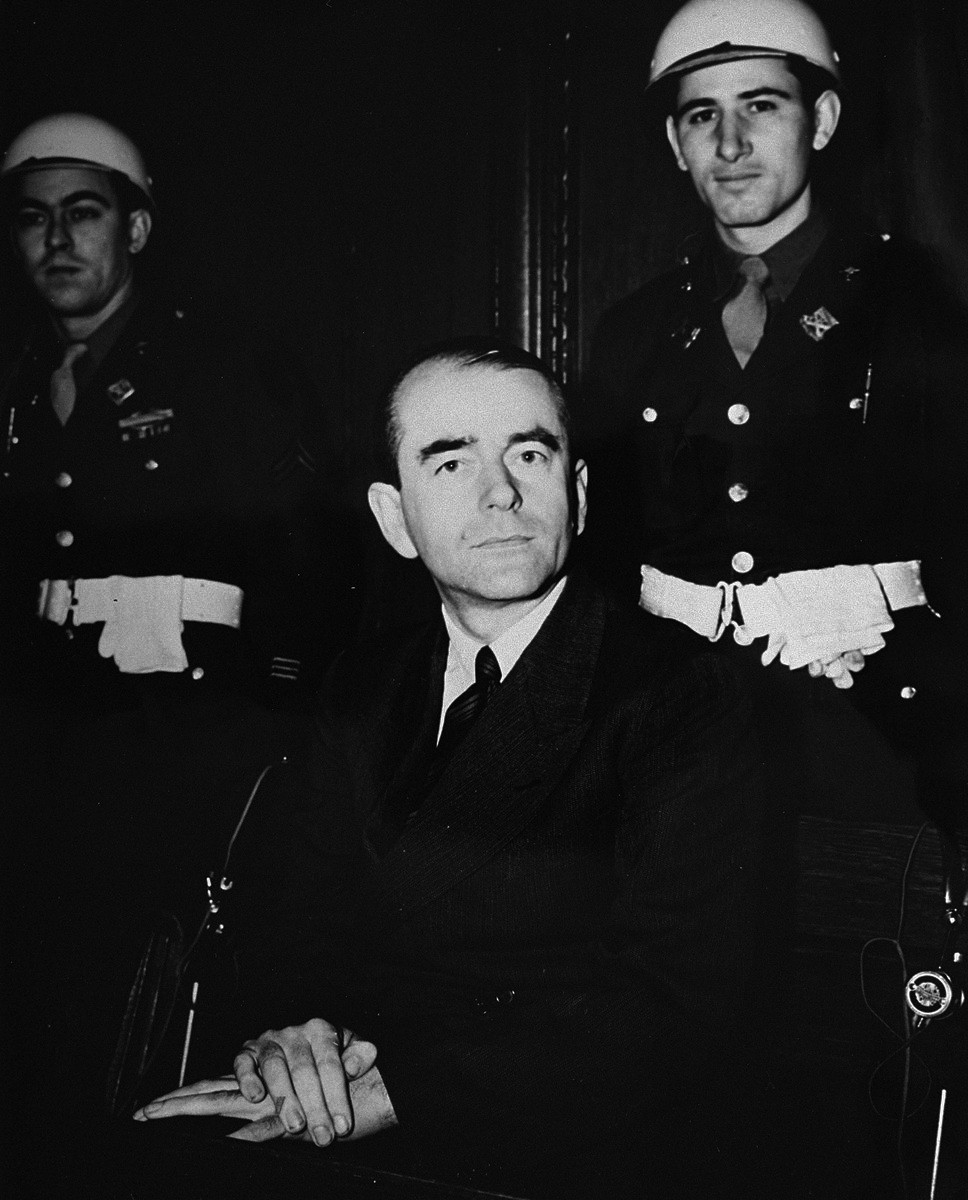
Albert Speer

Inside the Third Reich is een Amerikaanse televisiefilm uit 1982 van regisseur Marvin J. Chomsky, gebaseerd op Albert Speers boek 'Erinnerungen'.

## Verhaal
Inside the Third Reich vertelt het levensverhaal van Albert Speer, vertrouweling van Adolf Hitler en architect van het Derde Rijk.

## Rolbezetting
| Acteur           | Personage               |
| ---------------- | ----------------------- |
| Rutger Hauer     | Albert Speer            |
| John Gielgud     | Alberts vader           |
| Derek Jacobi     | Adolf Hitler            |
| Maria Schell     | Alberts moeder          |
| Trevor Howard    | Prof. Heinrich Tessenow |
| Blythe Danner    | Margarete Speer         |
| Randy Quaid      | Putzi Hanfstaengel      |
| Stephen Collins  | Karl Hanke              |
| Ian Holm         | Joseph Goebbels         |
| Elke Sommer      | Magda Goebbels          |
| Renée Soutendijk | Eva Braun               |
| Robert Vaughn    | Veldmaarschalk Milch    |
| Zoë Wanamaker    | Annemarie Kempf         |
| Michael Gough    | Dokter Rust             |
| Maurice Roëves   | Rudolf Hess             |
| Derek Newark     | Martin Bormann          |
| Mort Sahl        | Werner Finck            |
| George Murcell   | Hermann Göring          |
| David Shawyer    | Heinrich Himmler        |
| Hans Meyer       | Ernst Kaltenbrunner     |
| Natasha Knight   | Hilde Speer             |
| Bernard Archard  | Dokter Hans Flachner    |
| Carl Duering     | Hugo Elsner             |
| Sky Dumont       | Dokter Karl Gebhardt    |